# Sir Vivian Richards Stadium
Das Sir Vivian Richards Stadium ist ein Cricket- und Fußballstadion in North Sound im Parish St. George auf Antigua im karibischen Inselstaat Antigua und Barbuda. Es wurde für den Cricket World Cup 2007 errichtet. Während des Turniers fanden dort Super-8-Matches statt. Das Platzangebot kann bei Bedarf von 10.000 auf 20.000 Sitzplätze erweitert werden. Auch wurden hier acht Spiele des ICC Men’s T20 World Cup 2024 ausgetragen.

## Geschichte

### Name
Das Stadion wurde nach Sir Vivian Richards benannt, dem ehemaligen Mannschaftskapitän und Weltklasse-Batsman der West Indies.

### Lage
Der Sportkomplex liegt jeweils etwa 20 Autominuten vom Flughafen VC Bird International und von der Hauptstadt St. John’s entfernt. Der Bau der Anlage kostete rund 60 Mio. US-Dollar und wurde von China bestritten.

### Die ersten Cricket-Matches
Das erste Match wurde 27. März 2007 als One-Day International ausgetragen. Die West Indies traten gegen Australien an. Vom 30. Mai bis 3. Juni 2008 kam es zum ersten Test Match, dabei standen sich wiederum die West Indies und Australien gegenüber.

### Die „Battle of the Antigua Sandpit“
Zum zweiten Test Match auf dem Ground traten am 13. Februar 2009 England und die West Indies an. Nachdem der Boden wiederholt unter Wasser gestanden hatte, trugen die Platzverantwortlichen viel Sand auf. In der Folge fanden die Bowler keinen sicheren Halt und die Partie wurde nach nur zehn Bällen in Englands Innings abgebrochen. Der sandige Boden im Outfield ließ den Spitznamen „Antiguas 366. Strand“ aufkommen – die Insel verfügt über 365 natürliche Strände.
In der Folge nahmen der West Indies Cricket Board (WICB) und der International Cricket Council (ICC) Untersuchungen auf. Als Ergebnis wurde die Anlage für zwölf Monate für alle offiziellen Wettbewerbe gesperrt und der WICB vom ICC verwarnt.

## Galerie

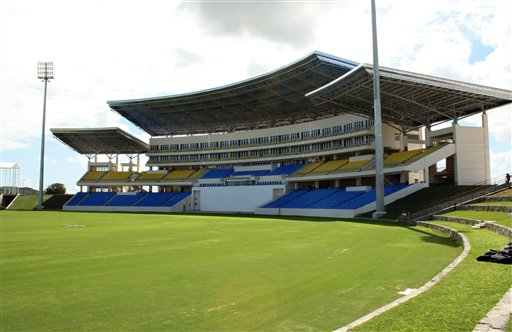
Das Stadion im Januar 2012
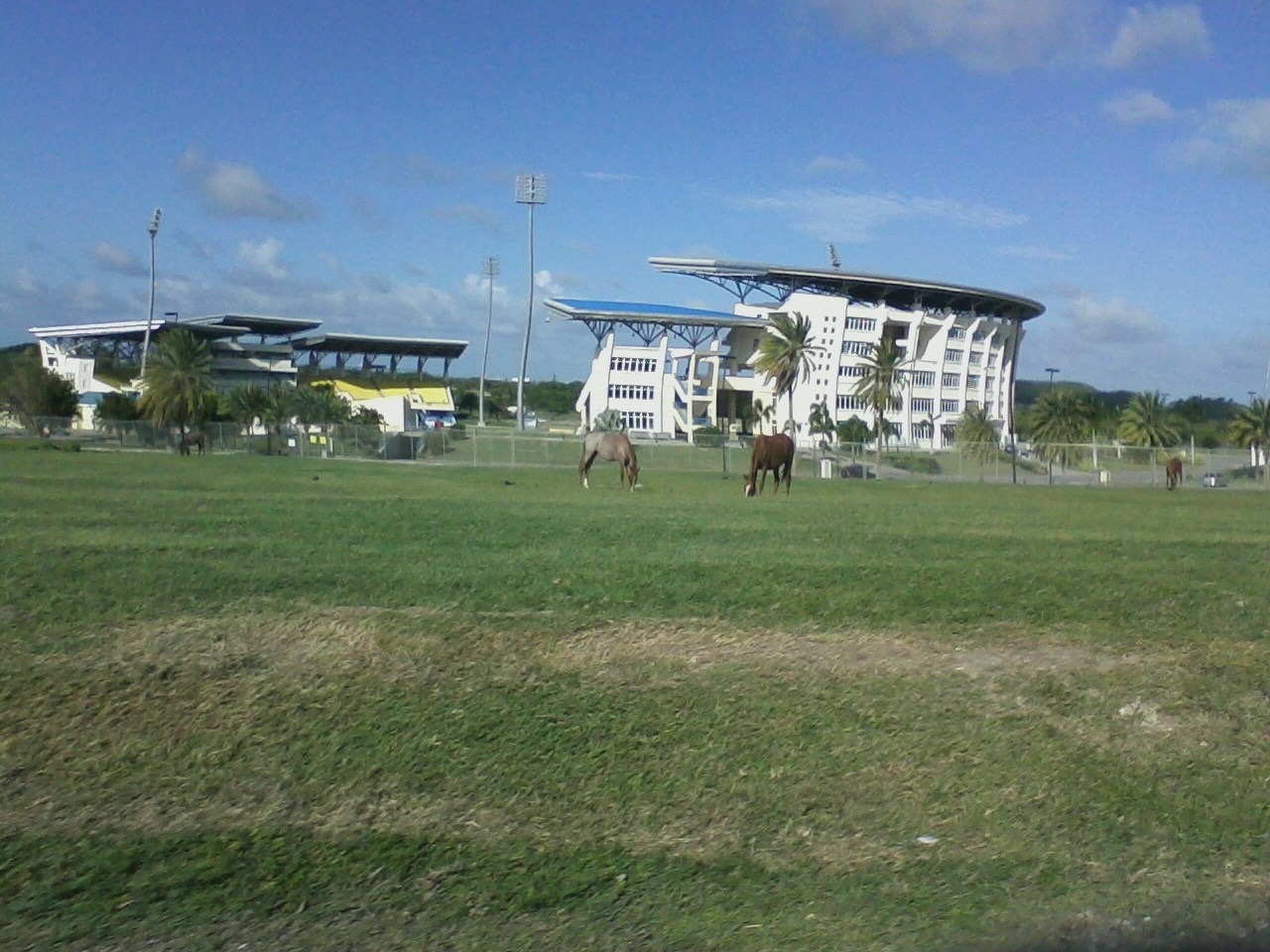
Außenansicht vom Oktober 2012
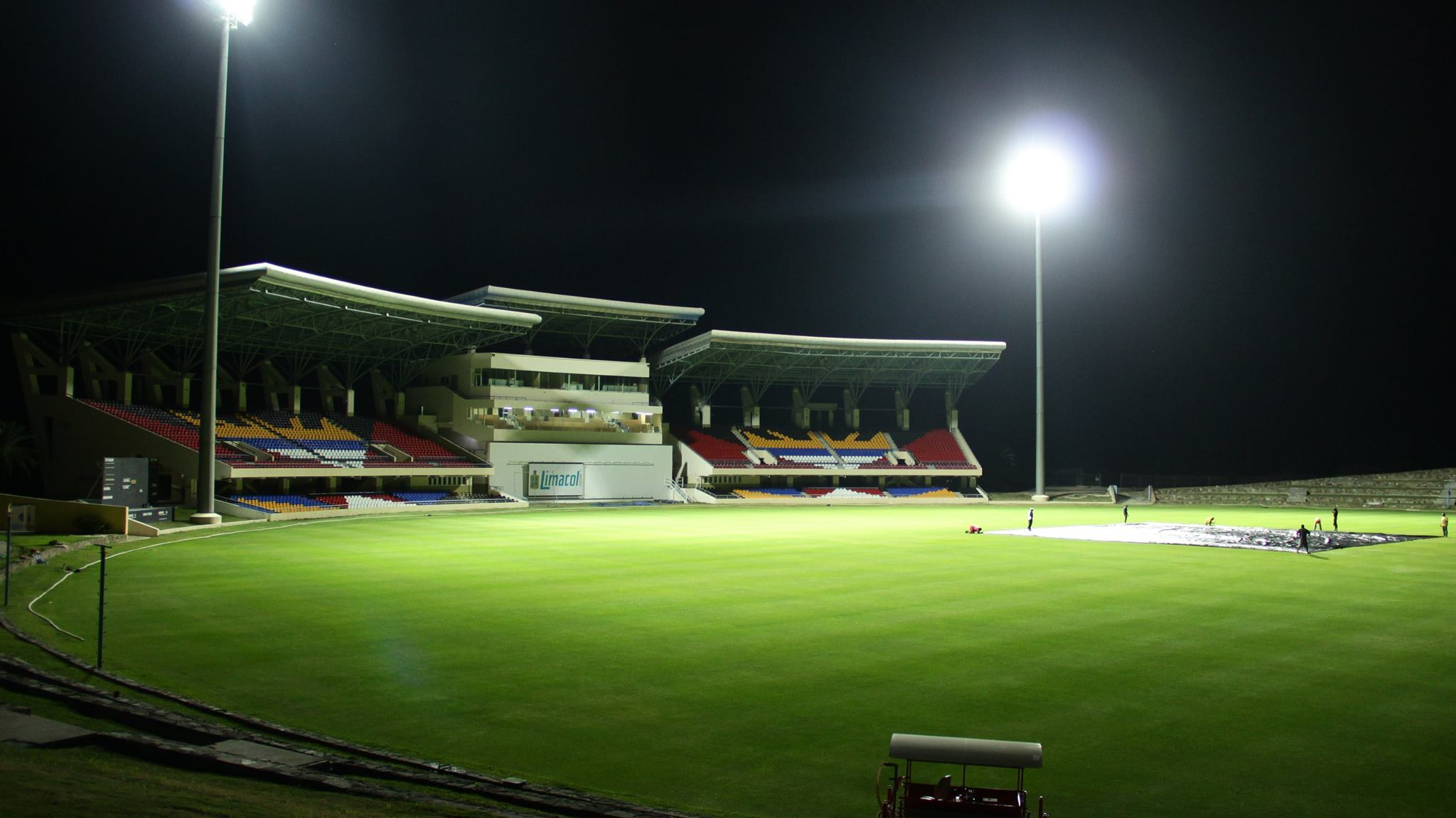
Curtley Ambrose End im Sir Vivian Richards Stadium im November 2015
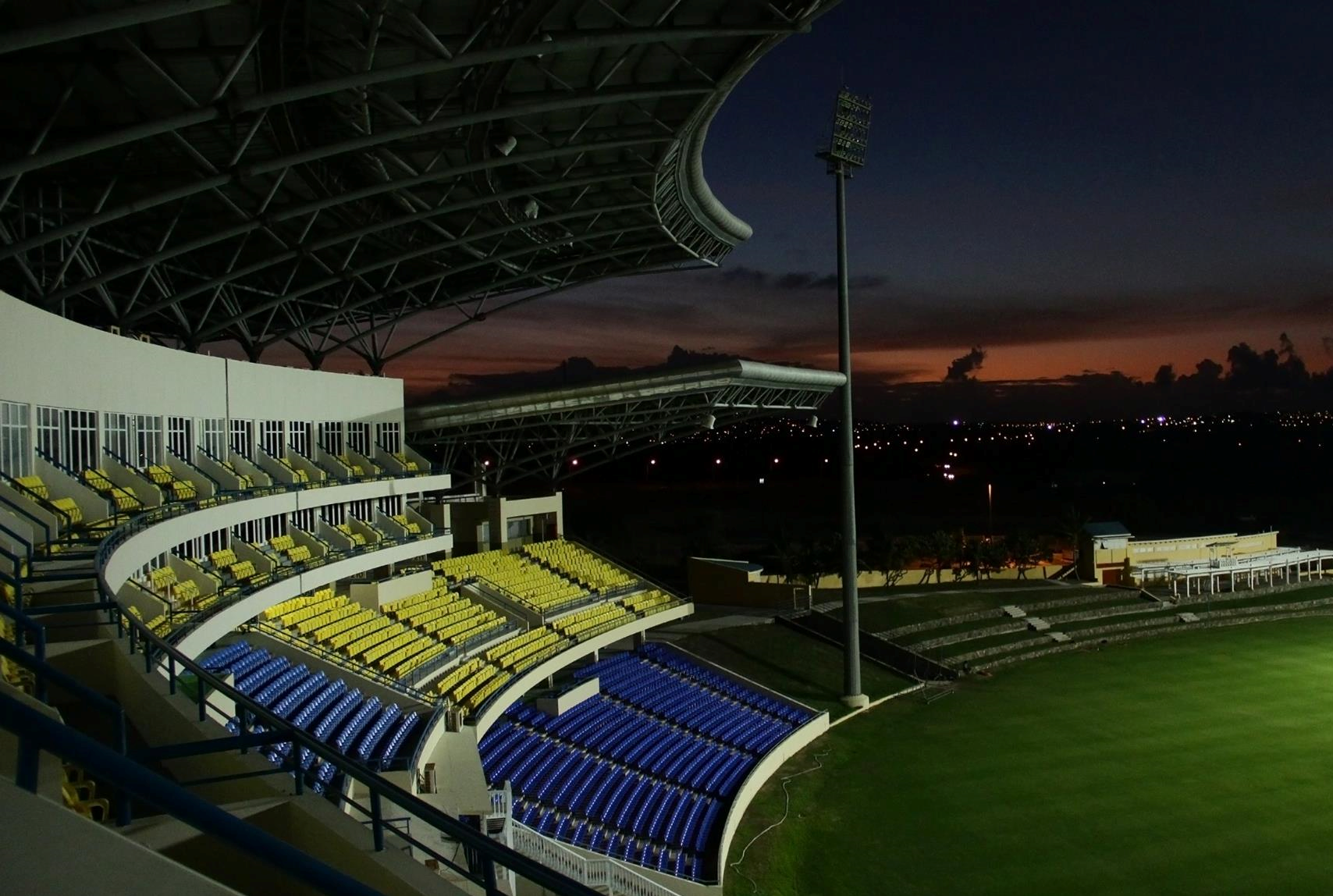
Andy Roberts End im Sir Vivian Richards Stadium im November 2015